# Energetik FK Mary
Der Energetik futbol kluby (russisch ФК «Енергетик») ist ein 2010 gegründeter Fußballverein aus Mary. Zuletzt spielte der Verein in der höchsten Liga des Landes, der Ýokary Liga. 2024 zog sich der Verein während der Saison vom Spielbetrieb zurück.

## Erfolge

### National
- Ýokary Liga

3. Platz (2): 2016, 2018
- Turkmenistan Cup

Finalist (1): 2018

## Stadion
Seine Heimspiele trägt der Verein im Energetik stadiony in Mary aus. Das Stadion hat ein Fassungsvermögen von 3000 Personen.

## Saisonplatzierung
| Saisons | Div. | Līga        | Platz | Turkmenistan Cup | web   |
| ------- | ---- | ----------- | ----- | ---------------- | ----- |
| 2016    | 1    | Ýokary Liga | 3.    | Halbfinale       | [ 1 ] |
| 2017    | 1    | Ýokary Liga | 6.    | Halbfinale       | [ 2 ] |
| 2018    | 1    | Ýokary Liga | 3.    | 2. Platz         | [ 3 ] |
| 2019    | 1    | Ýokary Liga | 5.    | Viertelfinale    | [ 4 ] |
| 2020    | 1    | Ýokary Liga | 8.    | Viertelfinale    | [ 5 ] |
| 2021    | 1    | Ýokary Liga | 8.    | Viertelfinale    | [ 6 ] |
| 2022    | 1    | Ýokary Liga | 8.    | Viertelfinale    | [ 7 ] |
| 2023    | 1    | Ýokary Liga | 7.    | Vorrunde         | [ 8 ] |
| 2024    | 1    | Ýokary Liga | ▼     |                  |       |